# Albert Beckaert
Albert Beckaert (Moorsele, 10 juni 1910 - 29 mei 1980) was een Belgisch wielrenner. In 1936 won hij Luik-Bastenaken-Luik, een van de vijf wielermonumenten, in zijn eerste jaar als profrenner. Het jaar daarop won hij Parijs-Brussel en Parijs-Rennes en ook een rit in Parijs-Nice. In 1939 nam hij nog deel aan de Ronde van Italië.
In Moorsele werd er tot en met 1996 de Grote Prijs Albert Beckaert gereden, een lokale wedstrijd die naar Beckaert was genoemd.
Lokaal in Moorsele werd hij Berten Bekaert genoemd.